# Life Is
『Life Is』（ライフ・イズ）は、2009年4月1日から2019年6月28日まで福井エフエム放送（FM福井）で放送されていた平日朝のローカルワイド番組。
正式な番組タイトルは『Deliver Morning Breeze Life Is』（デリヴァー モーニング ブリーズ ライフ イズ）であったが、2015年の番組リニューアル時に『Life Is』に変更している。

## 番組概要
FM福井が同年12月18日に開局25周年を迎え、その一環で自社制作番組を大幅に見直し、放送を開始した平日朝のワイド番組である。前日3月31日までは『OH! HAPPY MORNING』（JFNC）を月曜 - 木曜にネットしていたが、4月1日からは全面的に自社制作番組に変更した。
様々な情報を伝えるコーナーのほかに、リクエストやゲストコーナーを設けるなど地域密着型のワイド番組となっていた。
2019年6月28日の放送をもって番組が終了。10年3か月の放送に幕を閉じた。翌月の7月1日から新番組『Morning Tune』（モーニング・チューン）が開始（放送時間は当番組と同じ）。

## 放送時間
2009年4月 - 2011年3月
- 月曜 - 金曜 7:30 - 10:50

2011年4月 - 2015年3月
- 月曜 - 木曜 7:30 - 9:55、金曜 7:30 - 10:55

2015年4月 - 2019年6月
- 月曜 - 木曜 7:30 - 10:50、金曜 7:30 - 10:55

## 出演者

### パーソナリティ
| 期間      | 期間      | 月曜・火曜 | 水曜       | 木曜       | 金曜       |
| --------- | --------- | ---------- | ---------- | ---------- | ---------- |
| 2009.4.1  | 2011.4.1  | 飴田彩子   | 堀謙       | 堀謙       | 飴田彩子   |
| 2011.4.4  | 2012.3.30 | 堀謙       | 堀謙       | 堀謙       | 飴田彩子   |
| 2012.4.2  | 2015.9.25 | 藤田佳代   | 藤田佳代   | 藤田佳代   | 飴田彩子   |
| 2015.9.28 | 2016.4.1  | 藤田佳代   | 藤田佳代   | 木下桃子   | 飴田彩子   |
| 2016.4.4  | 2017.3.31 | 藤田佳代   | 木下桃子   | 木下桃子   | 飴田彩子   |
| 2017.4.3  | 2019.3.29 | 藤田佳代   | 堀内くみ子 | 堀内くみ子 | 飴田彩子   |
| 2019.4.1  | 2019.6.28 | 藤田佳代   | 堀内くみ子 | 堀内くみ子 | 前田明日香 |

### その他の出演者
- 若新雄純：若新雄純のふくいナナメ読み（2019年4月[5] - 、1か月に1回の出演）

## 終了時点のタイムテーブル
ここでは、2019年4月改編時のタイムテーブルを記載する（一部を除く）。太字はネット番組。なお、後番組『Morning Tune』へ移行したコーナーは★印で記載している。
- 7:30 - オープニング
- 7:42 - 天気予報★
  - ウェザーニューズの気象予報士が出演していた。2019年4月以降ウェザーニューズの気象予報士出演は夕方の番組に変更されている。
- 7:45 - 私の正隊ダレンジャー!?
- 7:55 - FM福井ニュース（読売新聞・中日新聞）★
- 8:00 - SUZUKI TODAY'S KEY NUMBER（ONE MORNING）★
- 8:09 - ルートインホテルズ 今日のスポーツ（同上）★
- 8:10 - Honda Smile Mission（同上）★
- 8:25 - RESERVE MUSIC
- 8:29 - 福井新聞TODAY★
- 8:33 - 交通情報★
- 8:35 - 天気予報★
- 8:40
  - 月曜 - 木曜 エリアボイス★
  - 金曜 - FM県政ガイド（福井県の広報コーナー）[7]★
- 8:55
  - 月曜・水曜ならびに火曜（祝日など特定期間） - JFNニュース（2012年9月までは木曜・金曜、2017年3月までは火曜にも放送）★
  - 火曜（祝日・お盆・年末年始を除く） - HAPPY MARCHE（2017年4月 - ）★
  - 木曜・金曜 - 特選!中古車インフォメーション（2012年10月 - ）★
- 9:00
  - 月曜 - ケアモア★
  - 水曜 - 体育会系ラジオ スポリズム★
- 9:20 - お言葉ですが（月曜 - 木曜）
- 9:30
  - 月曜 - チェンバーリポート★
  - 水曜 - TOUCH THE WORLD★
  - 木曜 - LIVING PLANET
- 9:55 - FM福井経済情報（日本経済新聞）★
- 10:00 - ご存知ですよね?
- 10:10 - JFNラジオショッピング★
- 10:15 - 若新雄純のふくいナナメ読み（不定期月曜）★
- 10:38 - ラテラン!（月曜 - 木曜）
- エンディング

## 主なコーナー
後番組『Morning Tune』へ移行したコーナーは★印で記載。

### 終了時点
私の正隊ダレンジャー!?
2017年度からのコーナー。日替わりテーマで3つのヒントから答えを導き出すもの。人物や場所などがテーマになっている。
RESERVE MUSIC
期日指定のリクエストコーナーで、誕生日などの指定された日に曲を流すのが趣旨。かつては福井県内を地盤とする自動車ディーラーやパチンコチェーンがスポンサーとなっていたが、2012年現在はスポンサーがなくACジャパンのCMが放送されている（これ以外にもスポンサーがない場合はACジャパンのCMが放送される）。
福井新聞TODAY★
福井新聞による企画コーナー。福井県内および国内外の今日の予定・出来事を紹介。曜日問わず毎日放送される。
エリアボイス★
福井県内の「特派員」からのリポートコーナー。
体育会系ラジオ スポリズム★
2015年度から水曜日の9時台に放送。週代わりで福井ミラクルエレファンツ、サウルコス福井（2019年からは福井ユナイテッドFC）などの福井県のプロスポーツチームを紹介している。また、第73回国民体育大会（ふくい元気国体）の話題も取り上げていた。
お言葉ですが
2013年度のコーナーで日替わりで言葉にまつわる話題を紹介。有名人のプロポーズ（月曜）、新語・流行語（火曜）、オノマトペ（水曜）などと構成されている。第1回は、2013年の新語・流行語大賞を受賞した東進ハイスクール講師の林修の台詞「今でしょ!」を取り上げた。
藤田佳代の音楽魂
福井県内で活動するインディーズバンドやライブ情報を紹介。また、CDショップの店員によるレコメンドも取り上げている。当初は月曜の9時台に放送されていたが、現在は月曜の10時台に変更している。
カレントリーふくい
福井新聞による企画コーナー。前半は福井新聞のウェブサイト「福井新聞ONLINE」のアクセスランキング（当初は1週間の紙面）から県内のニュースを紹介し、後半は福井新聞の記者による県内の話題を取り上げる。なお、祝日ならびに年末年始は休止となる。
ご存知ですよね?
10時台最初のコーナーで、リスナー参加型のクイズコーナー。その日のニュースから出題される。
ラテラン!
FM福井で当日放送される番組紹介（番組宣伝）。コーナー名は番組表の「ラテ欄」から。

### 過去
ヒストリーマン
2009年度に放送。日本史や世界史の出来事を紹介。BGMには『ウルトラマン』のオープニング曲「ウルトラマンの歌」を使用している。
諺侍
2010年度に放送。「ことわざむらい」と読み、毎日1つのことわざを取り上げている。BGMには『暴れん坊将軍』（テレビ朝日）のテーマ曲を使用している。
バース刑事
2011年度に放送。「バースデカ」といい、放送時に誕生日となっている国内外の著名人1人を日替わりで紹介。BGMには『太陽にほえろ!』（日本テレビ）のテーマ曲を使用している。
シティーチャー
2012年度および2013年度に放送。東京23区以外の日本の都市を人口の多い順に紹介するコーナーで、歴史や名産品、産業などを紹介する。北陸地方で放送された都市は以下の通り。
| 都道府県名（北陸地方） | 放送された都市名（2014年3月1日時点で人口5万人以上の市） | 備考                                                    |
| ---------------------- | ------------------------------------------------------- | ------------------------------------------------------- |
| 福井県                 | 福井市、坂井市、越前市、鯖江市、敦賀市                  | 福井県内のBGMにはドラゴンクエストのテーマが使用される。 |
| 石川県                 | 金沢市、白山市、小松市、加賀市、七尾市、野々市市        |                                                         |
| 富山県                 | 富山市、高岡市、射水市、南砺市、氷見市                  |                                                         |

オープニングのBGMには、反町隆史主演の連続ドラマ『GTO』（関西テレビ）のテーマ曲である「POISON 〜言いたい事も言えないこんな世の中は〜」、エンディングのBGMには、水谷豊主演の連続ドラマ『熱中時代・刑事編』（日本テレビ）のテーマ曲である「カリフォルニア・コネクション」が使用される。
ライフスケッチ
福井県内で活躍する人を1週間通して取り上げるコーナー。
アメケン
『Life is』のかつての名物コーナー。番組最後に放送され、堀と飴田が飲食店や居酒屋でトークを繰り広げる。
あの日ログ
10年前の今日の世界の出来事と福井県内の出来事を紹介。
もしもしコッポちゃん レッツゴー!特定健診
2012年度から金曜に放送し福井放送（FBCラジオ）と共同で行っていた企画コーナー。県内の各自治体が行っている特定健診をPRしており、前期・後期のそれぞれ2か月間にわたり放送される。なお、『午後はとことん よろず屋ラジオ』のパーソナリティで福井放送アナウンサーの岩本和弘がこのコーナーに限り出演している。その一方、飴田はFBCラジオの番組にも出演していた（FBCでは火曜に放送）。